# Маттиоли, Пьетро Андреа
Пьетро Андреа Грегорио Маттиоли (итал. Pietro Andrea Gregorio Mattioli; 12 марта 1501, Сиена, Тоскана — около 1578, Тренто) — итальянский ботаник и врач, именем которого назван род цветковых растений Matthiola (Левкой).

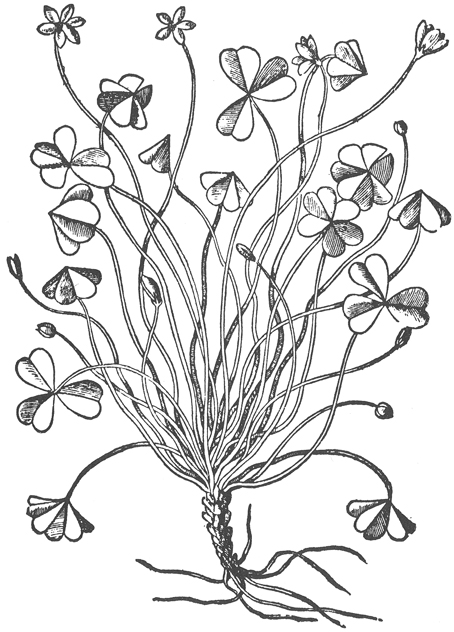
Кислица. Ботаническая иллюстрация из книги Маттиоли Commentarii… (1565). Гравюра на дереве

## Имя
В различных источниках встречаются разные формы записи имени Маттиоли:
- итал. Pier Andrea Gregorio Mattioli[1],
- итал. Pietro Andrea Mattioli[4],
- итал. Pietro Andrea Matthioli[4],
- лат. Petrus Andreas Matthiolus[1][4].

## Биография
Пьетро Андреа Грегорио Маттиоли родился в городе Сиене 23 марта 1501 года или, по другим источникам, в 1500 году. Изучал медицину в Падуе. После окончания медицинской школы получил врачебную практику в своём родном городе, чтобы потом переехать в Рим, потом в Тренто и, наконец, в Горицию (северо-восточная Италия). В 1555 году Маттиоли был назначен личным врачом эрцгерцога Фердинанда, сына тогдашнего императора Священной Римской империи Фердинанда I из династии Габсбургов. Когда Фердинанд I умер в 1564 году, Маттиоли был назначен придворным врачом императора Максимилиана II. Последние годы жизни Маттиоли провёл в Тренто. Написал работу Morbi Gallici curandi ratio exquisitissima: a variis, iisdemque peritissimis medicis conscripta / nempe Petro Andrea Mattheolo, Joanne Almenar, Nicolao Massa, Nicolao Poll, Benedicto de Victoriis, которая была опубликована в Базеле в 1536 году. Основная работа Маттиоли — Di Pedacio Dioscoride Anazarbeo libri cinque della historia, & materia medicinale — критический анализ произведений греческого врача I века н. э. Диоскорида. В анализ этого труда Диоскорида Маттиоли включил много собственных наблюдений, касающихся флоры Альп, особенно их южной части, в том числе неизученных ранее растений, в частности, рисунки и описания таких растений, как горечавка жёлтая (Gentiana lutea), горечавка пурпурная (Gentiana purpurea), дряква альпийская (Cyclamen alpinum), орхидея нигрителла чёрная (Nigritella nigra), а также широко известного ныне эдельвейса альпийского (Leontopodium alpinum). Учёный поместил в работе также результаты своих наблюдений о появлении в разных районах Альп ели, пихты и лиственницы. Первое издание «Anazarbeo…» — на итальянском языке — вышло в 1544 году ещё без иллюстраций. В последующие годы появился ряд изданий, содержавших многочисленные рисунки описываемых растений. Позже появились переводы книги на немецкий, французский и чешский языки. Последнее издание вышло в 1744 году — в двухсотлетний юбилей первого издания. Однако наиболее важным изданием «Комментариев» был перевод на латинский язык, появившийся в 1571 году. Маттиоли включил в него — в соответствии с господствующим тогда обычаем — работу аптекаря и натуралиста из Вероны Франческо Кальцоларьеджо «Viaggio del Monte Baldo». Это описание флоры горного массива Монте Бальдо на восточном берегу озера Гарда дало толчок развитию ботаники всей тогдашней Италии. Маттиоли вёл оживлённую переписку с другими исследователями, описывая полученные от них экземпляры редких растений. В 1586 году была опубликована его работа De plantis epitome utilissima Petri Andreae Matthioli: novis Iconibus et Descriptionibus pluribus nunc primum diligenter aucta. Маттиоли работал быстро, но торопливо, часто излишне ускоряя издание своих произведений. Предисловия к поздним редакциям «Комментариев» показывают Маттиоли как человека взрывного, резко реагирующего на любую критику со стороны противников: он называл их ослами, надутыми пищалками и т. п., а их внимание к его работам — подделкой. Пьетро Андреа Грегорио Маттиоли умер в городе Тренто в 1577 году от чумы.

## Публикации
- Morbi Gallici nouum ac vtilissimum opusculum quo vera et omnimoda eius cura percipi potest P. Andrea Mattheolo Senensi doctore praestantiss. auctore (per haeredes Hieronymi de Benedictis calcographi, Bologna 1533).
- Morbi Gallici curandi ratio exquisitissima: a variis, iisdemque peritissimis medicis conscripta / nempe Petro Andrea Mattheolo, Joanne Almenar, Nicolao Massa, Nicolao Poll, Benedicto de Victoriis. — Basel: Bebel, 1536[7].
- Il Magno palazzo del cardinale di Trento, descritto in ottavarima (Francesco Marcolini da Forli, Venedig 1539); Faksimileausgabe mit einem Begleitband von Aldo Bertoluzza, Manfrini, Calliano (Trento) 1984, ISBN 88-7024-237-4.
- Di Pedacio Dioscoride Anazarbeo libri cinque della historia, & materia medicinale tradotti in lingua volgare italiana da M. Pietro Andrea Matthiolo Sanese medico. Con amplissimi discorsi, et comenti, et dottissime annotationi, et censure del medesimo interprete... (Niccolo Bascarini, Venedig 1544).
- Il Dioscoride dell'eccellente dottor medico M. P. Andrea Matthioli da Siena; co i suoi discorsi, da esso la seconda uolta illustrati, & diligentemente ampliati: con l'aggiunta del sesto libro de i rimedi di tutti i ueleni da lui nuouamente tradotto, & con dottissimi discorsi per tutto commentato... (Vincenzo Valgrisi, Venedig 1548).
- Il Dioscoride dell'eccellente dottor medico m. P. Andrea Matthioli da Siena con li suoi discorsi da esso la terza uolta illustrati et copiosamente ampliati. Co'l sesto libro de gli antidoti contra a tutti i ueleni da lui tradotto, & con dottissimi discorsi per tutto commentato... (Vincenzo Valgrisi, Venedig 1550; Neausg. 1551).
- Petri Andreae Matthioli medici Senensis Commentarii, in libros sex Pedacii Dioscoridis Anazarbei de medica materia. Adiectis quam plurimis plantarum & animalium imaginibus, eodem authore (Vincenzo Valgrisi, Venedig 1554; im gleichen Jahr auch in Lyon).
- Ptolemeo la geografia di Claudio Ptolemeo alessandrino, con alcuni comenti & aggiunte fatteui da Sebastiano Munstero alamanno, con le tauole non solamente antiche & moderne solite di stamparsi, ma altre nuoue aggiunteui di messer Iacopo Gastaldo piamontese cosmographo, ridotta in uolgare italiano da m. Pietro Andrea Mattiolo senese medico eccellentissimo con l'aggiunta d'infiniti nomi moderni, ... fatta con grandissima diligenza da esso meser Iacopo Gastaldo, il che in nissun altro Ptolemeo si ritroua... (Von Nicolo Bascarini für Battista Pedrezano, Venedig 1547/1548).
- Le solenni pompe, i superbi, et gloriosi apparati, i trionfi, i fuochi, et gli altri splendidi, & diletteuoli spettacoli, fatti alla venuta dell'inuittissimo imperadore Ferdinando primo, dal sereniss. suo figliuolo l'arciduca Ferdinando, nella real citta'di Praga l'ottauo giorno di nouembre, 1558... (Georg Melantrich von Aventin, Prag 1559).
- Opusculum de simplicium, medicamentorum facultatibus secundum locos, & genera. Accesserunt quoque praefationes quaedem huic opusculo ad modum necessariae... (Valgrisi, Venedig 1569).
- De plantis epitome utilissima Petri Andreae Matthioli: novis Iconibus et Descriptionibus pluribus nunc primum diligenter aucta. — Francofurti ad Moenum, 1586[8].

## Почести
Шарль Плюмье назвал в его честь род растений Matthiola семейства Капустные.